# Florian Pop

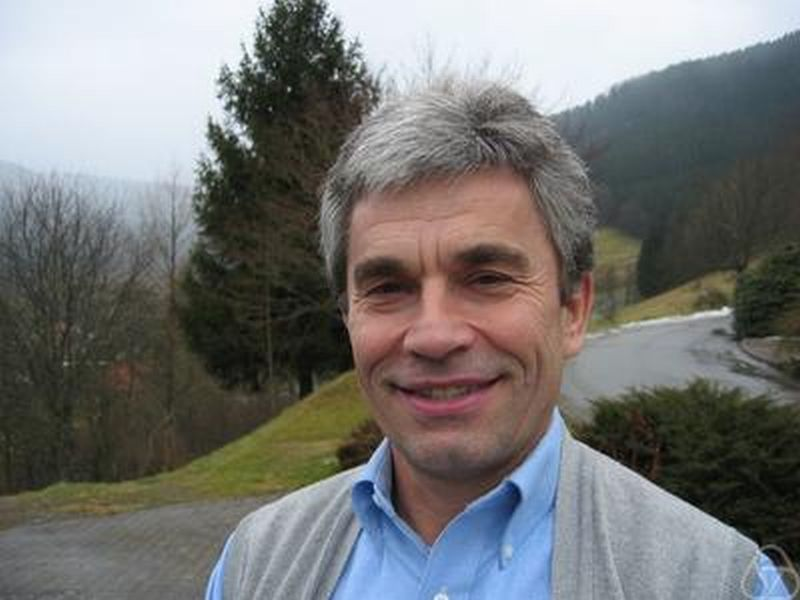
Florian Pop 2006

Florian Pop (* 4. März 1952 in Zalău) ist ein rumänischer Mathematiker.

## Biografie
Pop war 1986 bis 1991 Forschungsassistent an der Ruprecht-Karls-Universität Heidelberg und wurde dort 1987 bei Peter Roquette mit der Dissertation Galoissche Kennzeichnung {\displaystyle p}-adisch abgeschlossener Körper promoviert. 1991 habilitierte er sich mit der Habilitationsschrift Isomorphisms of stratified absolute Galois groups an der Universität Heidelberg, wo er 1991 Assistenzprofessor war. Von 1996 bis 2003 war er Professor an der Universität Bonn und ist seit 2003 Professor an der University of Pennsylvania. Bekannt wurde Pop durch seinen Beweis einer Vermutung von Alexander Grothendieck, dass die Modulräume von Kurven anabelsch sind, und zahlreiche weitere Arbeiten aus der anabelschen Geometrie.
1993/4, 1995/6 und 2001/2 war er Mitglied des Institute for Advanced Study.
1991 bis 1996 war er Heisenberg-Stipendiat. 1996 erhielt er die Gay Lussac-von Humboldt-Medaille. 2003 erhielt er den rumänischen nationalen Verdienstorden. Seit 2005 ist er Ehrenmitglied des Instituts für Mathematik der rumänischen Akademie der Wissenschaften. Er ist Fellow der American Mathematical Society. 2013 erhielt Pop einen Humboldt-Forschungspreis.
Zu seinen Doktoranden zählte Jakob Stix.